# سيتروين سي 4
سيتروين سي4 (بالفرنسية: Citroën C4)‏ هي سيارة تنتجها شركة سيتروين الفرنسية، وهي سيارة عائلية تنتمي لعائلة السيارات صغيرة الحجم وقد صممت لتكون بديلا عن الجيل السابق الذي كانت تمثله سيارة سيتروين إكسارا.
مؤخرا أطلقت شركة سيتروين نسخة معدلة من سيارة سي4 ستكون نموذج سنة 2009.
و هي تعتبر من السيارات الشبيهة بسيارة بيجو 308 التي بدأ تصنيعها في سنة 2007.

## التصميم
قام بتصميم السيارة المصمم دوناتو كوكو.

## الإعلانات

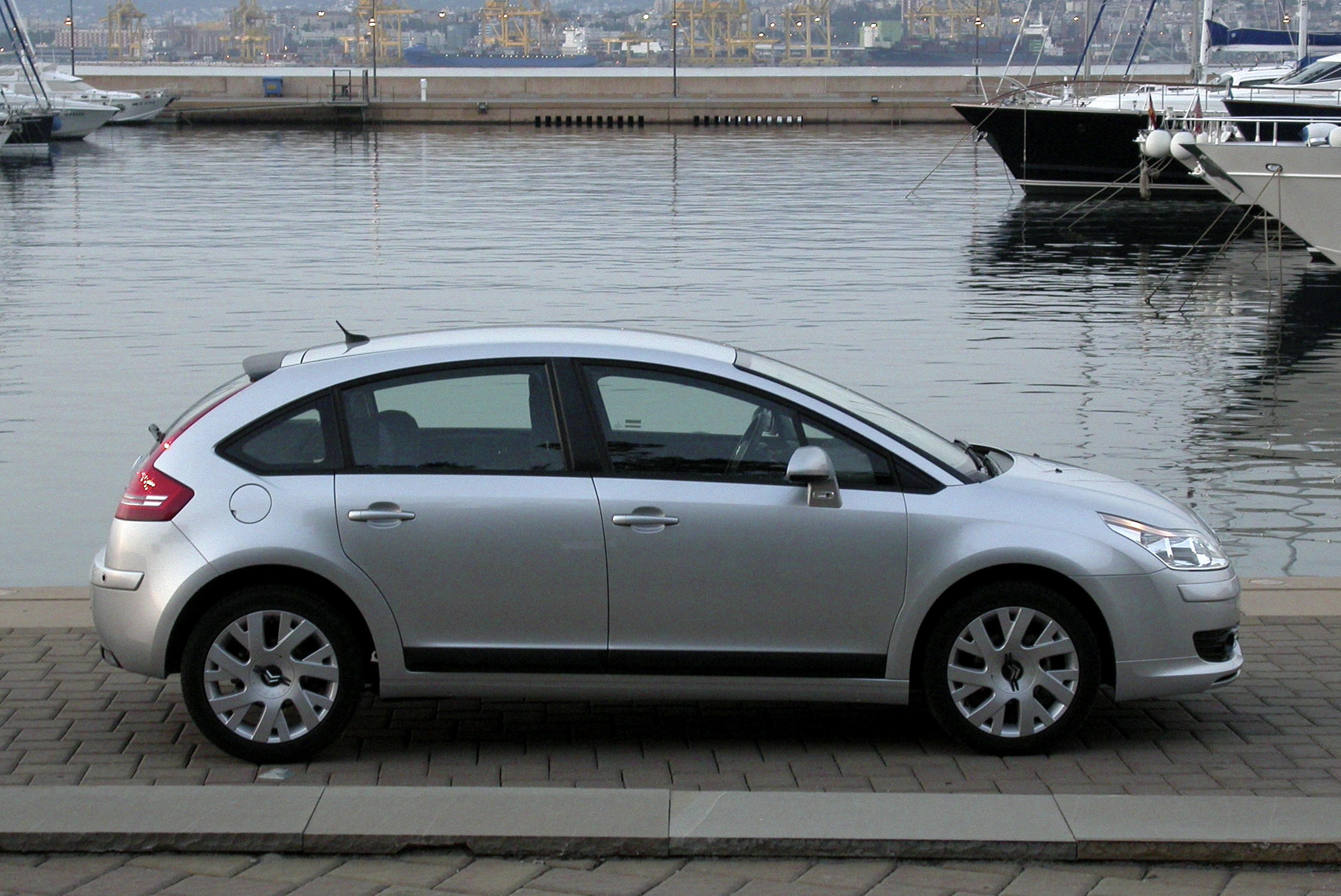
طراز الهاتش باك ذو الخمسة أبواب.

«سيارة ذات تكنولوجيا متطورة» كان هذا الاختصار من الإعلان الذي رافع طرح سيارة الستروين سي 4 في الأسواق.
خلاصة هذا الإعلان هو تحول سيارة سي 4 إلى روبوت عملاق يرقص على أنغام موسيقى أغنية "Jacques Your Body (Make Me Sweat)"! ويقوم بعملية تسخين البدن قبل أن يتحول إلى سيارة صغيرة تنطلق على الطريق، يرى متتبعوا الإعلان على أن الرقصة الافتراضية التي قام بها روبوت السيارة تدل على عملية كسر الروتين عبر الطراز الجديد الذي وضعته سيتروان.

## الطرازات الأساسية
يوجد طرازين أساسيين من السيارة هما:
- كوبيه: وهو طزاز الثلاث أبواب.
- هاتش باك: وهو طراز الخمس أبواب.

توفر مؤخرا طراز البياكسو وهي سي 4 بحجم عائلي يحتوي على سبع أبواب.

## معرض صور

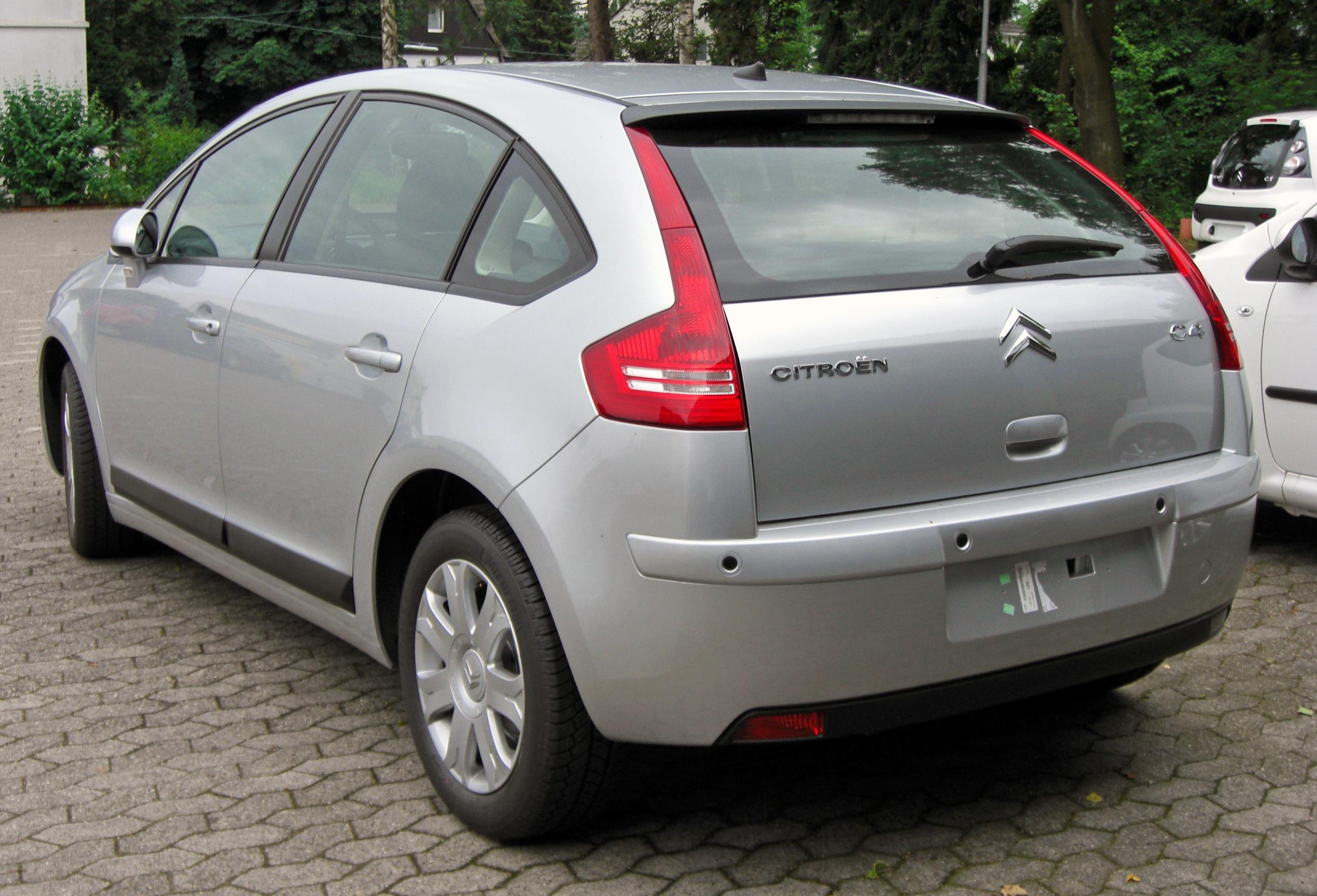
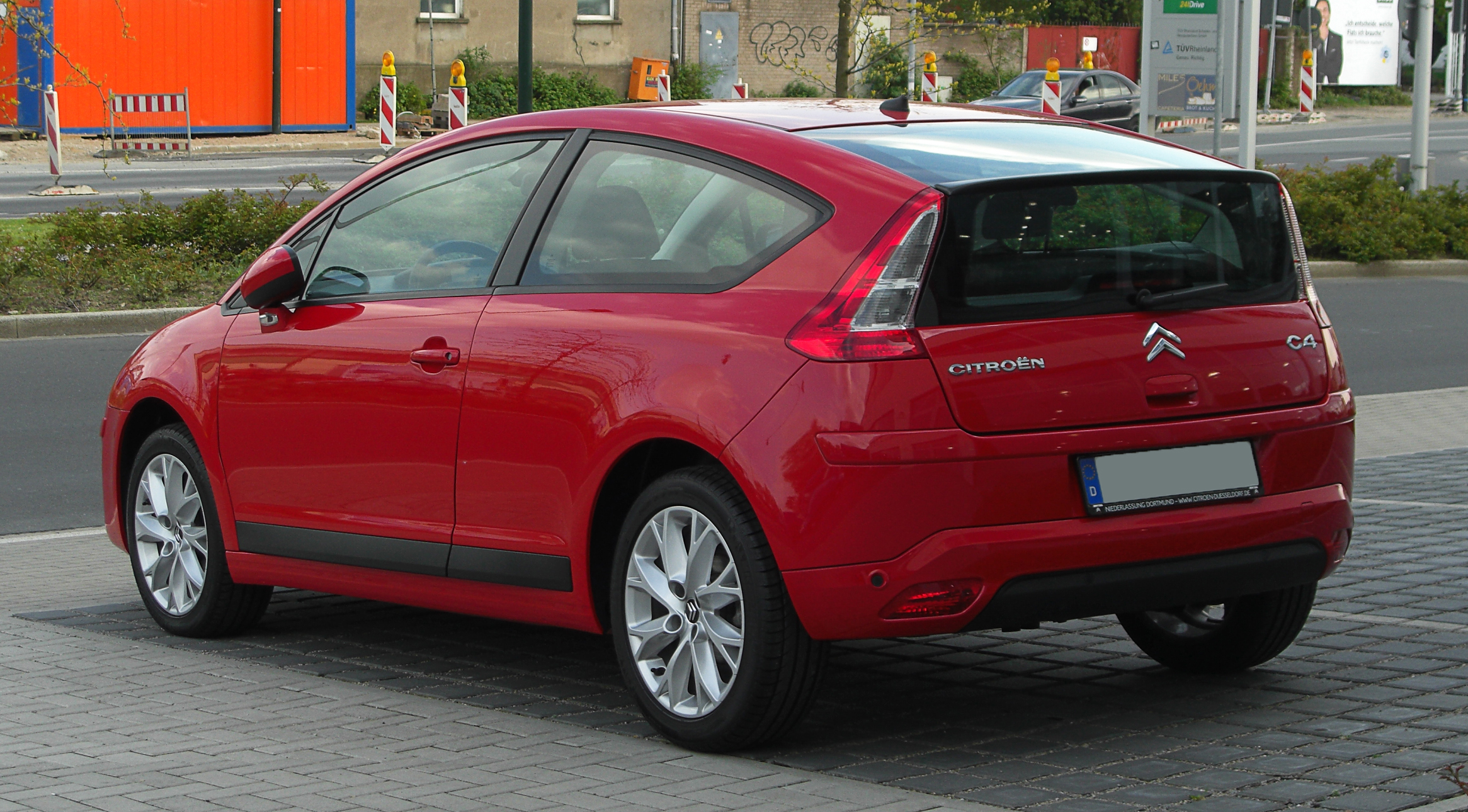
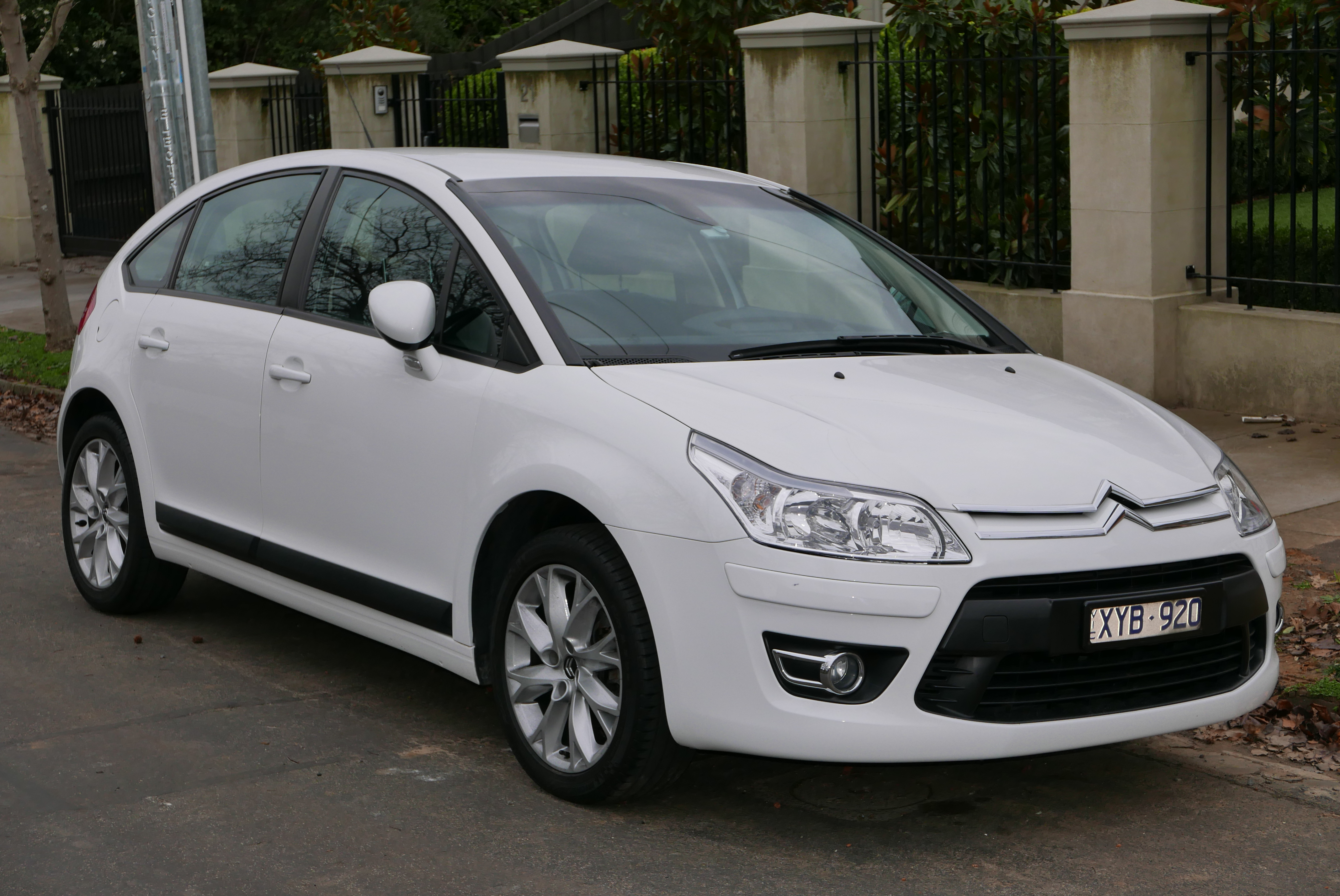

## وصلات خارجية
- صفحة سي 4 من موقع سيتروان المملكة المتحدة.